# La Venerina
La Venerina (« petite Vénus ») est une statue anatomique en cire d'abeille réalisée par le  céroplaste Clemente Susini à la fin du XVIIIe siècle et conservée au Musée d'anatomie et obstétrique Palazzo Poggi à Bologne.

## Description
Clemente Susini s'est inspiré de la Vénus de Médicis. Le modèle en cire d'abeille représente les derniers instants de vie d'une jeune femme agonisante sur son lit de mort. Les parties du thorax et de l'abdomen sont amovibles de façon à permettre une inspection anatomique des organes internes.
Dans la partie basse du ventre, dans l'uterus se trouve un fœtus dans sa première phase de gestation.
Georges Didi-Huberman considère que la  Vénus anatomique  de Susini est davantage un chef-d'œuvre artistique que médical .

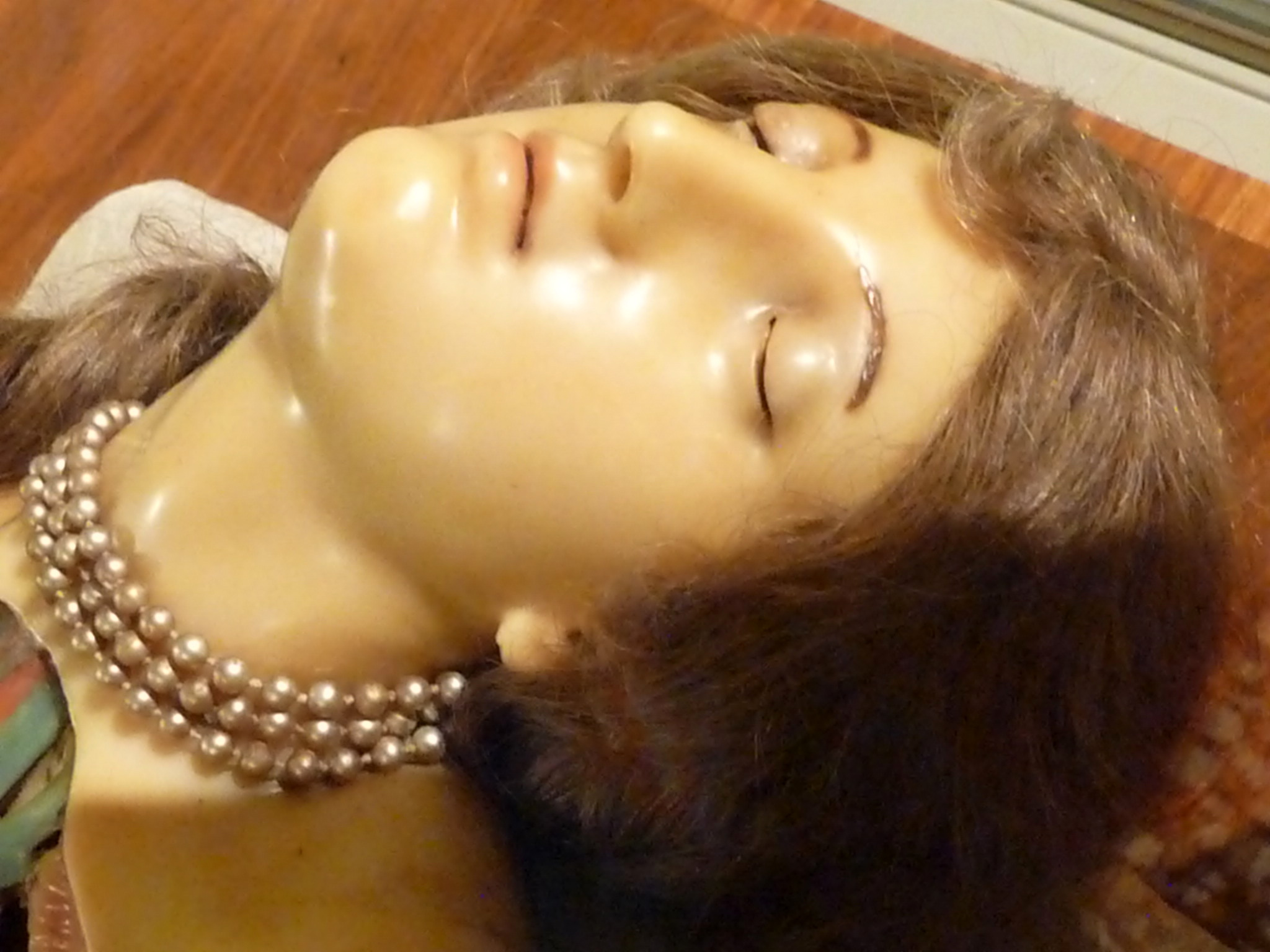
Le visage de la Venerina